# Pycnodontiformes
Pycnodontiformes — ряд вимерлих променеперих риб, що існував із кінця  тріасу по еоцен.

## Опис
Pycnodontiformes були дрібного або середнього розміру риби, тіло з боків стиснене і майже круглої форми. Ці риби жили в основному в мілководних морях. Вони мали спеціальні щелепи з круглими і плоскими зубами, і адаптовані для чавлення їжі. Деякі види жили у річках і, можливо, живились молюсками й ракоподібними.

## Таксономія
- †Ряд Pycnodontiformes (Berg, 1937)[1][2][3]
  - рід ?†Acrorhinichthys Taverne & Capasso 2015
  - рід ?†Archaeopycnodon Sanchez & Benedetto 1980
  - рід ?†Athrodon le Sauvage 1880 non Osborn 1887
  - рід ?†Callodus Thurmond 1974
  - рід ?†Cosmodus le Sauvage 1879
  - рід ?†Ellipsodus Cornuel 1877
  - рід ?†Grypodon Hay 1899
  - рід ?†Mercediella Koerber 2012
  - рід ?†Piranhamesodon Kölbl-Ebert et al., 2018
  - рід ?†Pseudopycnodus Taverne 2003
  - рід ?†Tergestinia Capasso 2000
  - рід ?†Thurmondella Thurmond 1974 non
  - рід ?†Uranoplosus le Sauvage 1879
  - рід ?†Woodthropea Swinnerton 1925
  - родина ?†Hadrodontidae Thurmond & Jones 1981
    - рід †Hadrodus Leidy 1858

  - родина ?†Gebrayelichthyidae Nursall & Capasso 2004
    - рід †Maraldichthys Taverne & Capasso 2014
    - рід †Gebrayelichthys Nursall & Capasso 2004

  - родина ?†Gladiopycnodontidae Taverne & Capasso 2013
    - рід †Gladiopycnodus Taverne & Capasso 2013
    - рід †Joinvillichthys Taverne & Capasso 2014
    - рід †Monocerichthys Taverne & Capasso 2013
    - рід †Pankowskichthys Taverne & Capasso 2014
    - рід †Rostropycnodus Taverne & Capasso 2013
    - рід †Stenoprotome Hay 1903

  - рід †Paramesturus Taverne 1981
  - рід †Micropycnodon Hibbard & Graffham 1945
  - рід †Arduafrons Frickhinger 1991
  - рід †Eomesodon Woodward 1918
  - родина †Mesturidae Nursall 1996
    - рід †Mesturus Wagner 1862

  - родина †Gyrodontidae Berg 1940
    - рід †Gyrodus Agassiz 1833

  - родина †Brembodontidae Tintori 1981
    - рід †Gibbodon Tintori 1981
    - рід †Brembodus Tintori 1981

  - родина †Coccodontidae Berg 1940
    - рід †Coccodus Pictet 1850
    - рід †Corusichthys Taverne & Capasso 2014
    - рід †Hensodon Kriwet 2004
    - рід †Ichthyoceros Gayet 1984[4]
    - рід †Paracoccodus Taverne & Capasso 2014
    - рід †Trewavasia White & Moy-Thomas 1941[4]

  - родина †Pycnodontidae Agassiz 1833 corrig. Bonaparte 1845
    - рід †Macropycnodon Shimada, Williamson & Sealey 2010
    - рід †Pycnomicrodon Hay 1916 non Hibbard & Graffham 1941
    - рід †Tibetodus Young & Liu 1954
    - рід †Akromystax Poyato-Ariza & Wenz 2005
    - рід †Macromesodon Blake 1905 non Lehman 1966
    - рід †Stenamara Poyato-Ariza & Wenz 2000
    - рід †Stemmatodus Heckel 1854 non St. John & Worthen 1875 non
    - рід †Turbomesodon Poyato-Ariza & Wenz 2004
    - рід †Anomiophthalmus Costa 1856
    - рід †Anomoedus Forir 1887
    - рід †Acrotemnus Agassiz 1836 
    - рід †Phacodus Dixon 1850
    - рід †Polazzodus Poyoto-Ariza 2010
    - рід †Polygyrodus White 1927
    - рід †Rhinopycnodus Taverne & Capasso 2013
    - рід †Sphaerodus Agassiz 1833
    - рід †Sphaeronchus Stinton & Torrens 1967
    - рід †Sylvienodus Poyato-Ariza & Wenz 2013
    - рід †Stemmatias Hay 1899
    - рід †Typodus Quenstedt 1858
    - рід †Ocloedus Poyato-Ariza & Wenz 2002
    - рід †Tepexichtys Applegate 1992
    - рід †Neoproseinetes De Figueiredo & Silva Santos 1990
    - рід †Proscinetes Gistl 1848
    - рід †Tamanja Wenz 1989
    - рід †Potiguara Machado & Brito 2006
    - рід †Coelodus Heckel 1854
    - рід †Pycnodus Agassiz 1833
    - рід †Oropycnodus Poyato-Ariza & Wenz 2002
    - рід †Nursallia Blot 1987
    - рід †Paranursallia Taverne et al. 2015
    - рід †Abdobalistum Poyato-Ariza & Wenz 2002
    - рід †Palaeobalistum Taverne et al. 2015